# Mesopotamia (thema)
La Mesopotamia (in greco Μεσοποταμία?) è stato un thema bizantino, una provincia civile-militare situata nell'odierna Turchia orientale. Non va confuso con la regione della Mesopotamia o con la provincia romana di Mesopotamia. Il thema bizantino era ubicato tra i fiumi Arsanias (odierno Murat) e Çimisgezek.

## Storia

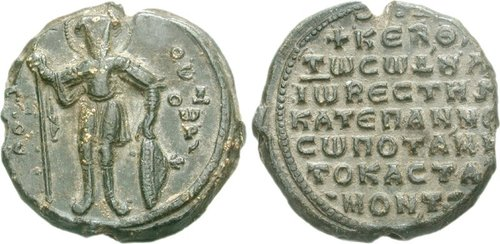
Sigillo di Giovanni Kastamonites, vestes e katepano della Mesopotamia

Il thema fu costituito probabilmente tra l'899 e il 911, quando l'Imperatore Leone VI il Saggio (r. 886–912) assunse il precedente strategos del Charsianon, di nome Oreste, come suo governatore. La maggior parte della provincia aveva formato in precedenza il principato armeno di Takis, governato dal capitano Manuele. Manuele e i suoi quattro figli vennero persuasi a cedere il loro territorio all'Impero bizantino in cambio di titoli e tenute in altri themata. I distretti di etnia armena di Keltzene (staccato dal thema di Chaldia) e Kamacha (parte del Thema di Koloneia) furono uniti ad esso per costituire il nuovo thema.
Anche se l'Imperatore Costantino VII Porfirogenito (r. 913–959) menziona che prima della sua elevazione a thema, la regione era una "innominata kleisoura", vi è evidenza, tuttavia, di una presenza bizantina di molto anteriore. Un sigillo di uno "spatharios e strategos di Mesopotamia" è stato datato ad intorno all'810, probabilmente indicando l'esistenza di un primo thema di breve durata in quella zona, e un sigillo di un tourmarches con il nome armeno di Mousilikes, è datato grossolanamente ad intorno all'870.
È quindi possibile che la Mesopotamia fosse stata costituita verso la fine del IX secolo a partire da un principato armeno come divisione (tourma) di qualche thema limitrofo, con il suo principe che ricevette un titolo bizantino e che continuò a governarla, prima della sua elevazione a thema a pieno titolo. Ciò potrebbe anche spiegare una usanza peculiare del suo strategos il quale, fino al 911, riceveva il suo salario non dal tesoro imperiale ma dai procedimenti del kommerkion della sua provincia.
Comandanti del thema continuarono ad essere assunti nel corso del X secolo, convivendo con la nuova carica di "doux della Mesopotamia", istituita intorno al 975. A differenza dello strategos, il doux era un comandante regionale, che controllava il settore centrale della frontiera orientale di Bisanzio. Nell'XI secolo, la maggior parte dei doukes di Mesopotamia attestati erano Armeni, compresi Gregorio Magistros e suo figlio. In conseguenza della Battaglia di Manzicerta nel 1071, l'Imperatore Michele VII Ducas (r. 1071–1078) tentò di ristabilire l'autorità bizantina, ma la provincia cadde in mano dei Turchi Selgiuchidi.